# タンガニーカ落花生計画
タンガニーカ落花生計画（Tanganyika groundnut scheme）は、1940年代後半に立てられた英領タンガニーカ(en)南部の広大な農園で落花生を生産するという食糧増産計画である。英国労働党のクレメント・アトリー政権下で推進されたこの計画は、一度も黒字化することなく有権者に負担をかけすぎるとの理由で1951年に放棄された。この地域の土質や降水量が落花生の栽培にまったく適していなかったことによるこの計画の膨大なコストとその失敗は、植民地時代後期のアフリカにおける政府の失敗の象徴として広く知られることとなった。

## 計画の始動

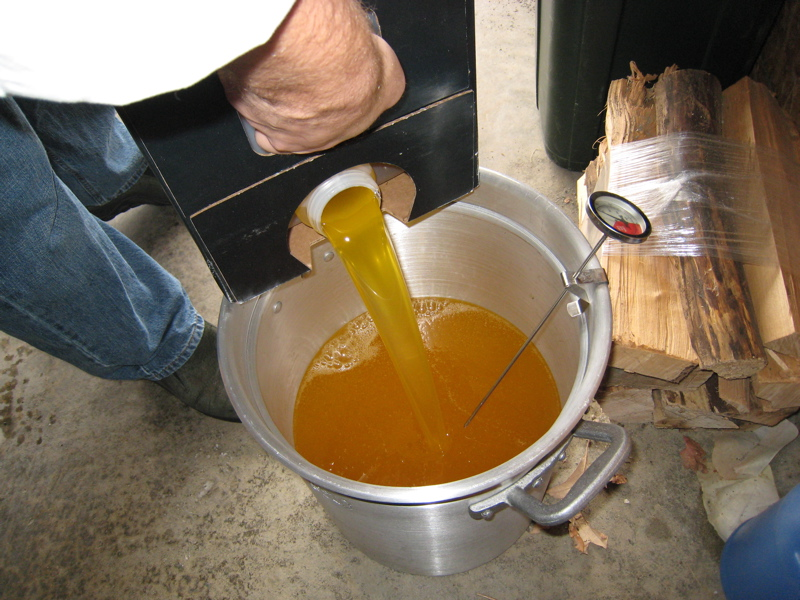
ピーナッツオイル。ピーナッツは世界の主要な油糧作物のひとつである。

1946年、ユニリーバの子会社である連合アフリカ会社の社長であるフランク・サミュエルは、当時イギリスの保護領であったタンガニーカで大量の植物油を生産するために、落花生を大規模に栽培するアイデアを考え付いた。当時のイギリスは第二次世界大戦後の経済的苦境から抜け出せておらず、食用油は配給制となっていた。彼はこの計画を実現するため、英国政府にコンタクトをとった。
1946年4月に、労働党政府はこの計画の適地を選定する調査団の派遣を承認した。このチームは、タンガニーカの元農業管理官であるジョン・ウェイクフィールドによって率いられていた。3ヶ月間の調査の後でこのチームが提出した報告書は、計画の実現に非常に楽観的な見通しを立てていた。ウェイクフィールドは、タンガニーカが不毛に見えるのは地元の原始的な農法に原因があり、ヨーロッパの進んだ農法と機械力さえあれば簡単にこの点は改善されると信じきっていた。政府は食糧大臣のジョン・ストレイチーのもとで、6年間で低木地帯15万エーカー（607km2）を耕地化するための予算2500万ポンドを計上した。これを受けてこの計画に従事するための「グラウンドナッツ・アーミー」とよばれる志願者の募集がはじまり、10万人の志願者が集まった。最初の栽培地に選定された中央タンガニーカのコングワでは、すでに地元民たちがピーナッツを栽培していた。ストレイチーは古くからの政治的な同志であるレスリー・プラマーを海外食糧公社の会長に選んだ。

## 実施と失敗

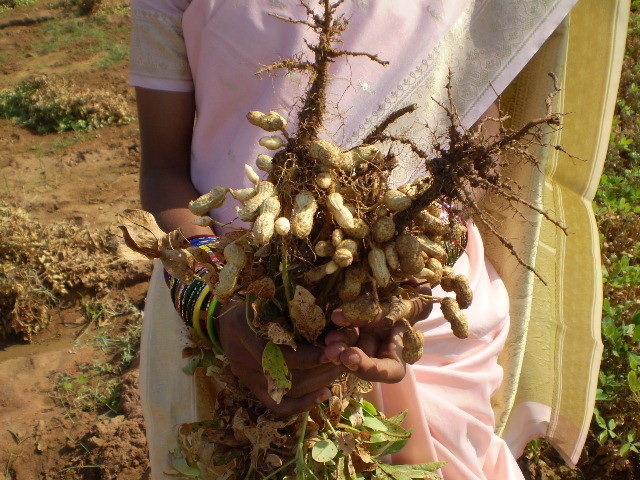
インド・タミル語圏におけるピーナッツ収穫の図。ピーナッツは土中に生育するため、粘土質ではうまく生育しない。

第1の問題は、耕地を開拓するための重機が不足していることだった。計画責任者は、この問題をカナダから適切なブルドーザーとトラクターを買い付け、またフィリピンからアメリカ軍の余剰トラクターを購入してくることで解決した。重機の問題は解決したものの、今度はそれをダルエスサラーム港から唯一の輸送手段、すなわち蒸気機関車の走る単線鉄道によって内陸部に輸送する必要があったが、Kinyansungwe川の氾濫によって線路が流出し、輸送手段としては泥道しか残っていなかった。これを見たアフリカ人労働者はストライキを起こし、英国の先遣隊からは最後の輸送手段も失われてしまった。彼らは地元のハンターであるGeorge Nestleとともに、サガラに植民を行うことにした。
この段階において初めて、英国先遣隊は土壌のテストを行うことを決定した。土壌には粘土が大量に含まれていたにもかかわらず、彼らはこれを落花生栽培には適切なものとみなした。マネージャーはコングワ地方へと移動して村の建設を開始し、プレハブの建物が完成したものの、その付近に適切な水源は存在しなかった。
英国人がダルエスサラームから泥だらけの道を通って予定地に移動し始めたとき、彼らはルヴ川を通る際、ライオンやワニを含む多くの危険な野生生物に遭遇した。トラクターは1947年2月までに到着する予定だったが、4月までにわずか16台の小型トラクターしか現場に到着しておらず、またこれらの機械は地元の雑木林や竹を取り除くのには適していなかった。この地方に多く生えるバオバブの木も除去することは難しく、さらにいくつかの木が祖先崇拝の地となっていたことや、中空になった幹の多くにハチの巣が存在していたことがより困難を増幅させた。何人かの労働者は蜂の群れに刺されて入院を余儀なくされ、また何人かは突進するゾウやサイに遭遇することとなった。開発場所が容易にアクセス可能な水源から遠いということは、また別の問題を引き起こした。農業用の水は遠くから運んできたうえでコンクリート製の貯水槽にためておく必要があったが、ヨーロッパ人労働者の抗議にもかかわらず、地元の人々はこれを水泳のためのプールとして使用するよう主張した。
現場の責任者はやがて地元の人々を訓練してこの仕事に従事させることにしたものの、熱心だが経験の浅いドライバーによってトラクターの多くが破壊されることとなった。植民地局が地元の労働組合を結成するのを助けるために2人の男を派遣したとき、地元の人々はダルエスサラームの港湾労働者を支援するためにストライキを行い、より良い給与と食料を要求した。労働者の賃金上昇はこの地域のインフレーションを促進し、地元の村人たちは食糧を充分に購入することができなくなった。
1947年の夏の終わりには、輸入されたトラクターの3分の2が使用できなくなった。木の根を除去するために使用されたブルドーザーのブレードは数日で壊れてしまった。これを解決するため、シャーマン戦車にトラクターの部品を組み合わせた「シャーベックス」と呼ばれる機械を導入したものの、これも短期間で使用できなくなった。より効果的な方法として、2つのブルドーザーをチェーンで連結して雑木林を切り開き、3番目のブルドーザーで残っている木をひっくり返して根を処理するという方法がとられることとなった。その方法では、1日に40エーカー（160,000㎡）を開墾することができた。しかしグラウンドナッツ・アーミーからこの用途に最も適切である碇をつなぐための船舶用のチェーンの注文がロンドンに届いた時、ロンドンの経営者はサバンナの真ん中から大量の船舶用のチェーン注文が届いたことを何かの冗談だと思い、最初の注文をキャンセルした。
農地の開墾が終わっても、落花生をその地に植えることは困難だった。雨季には作業場や倉庫が急な洪水によって押し流され、開墾によってサソリの数も増加した。さらに乾季の暑熱によって地面は非常に硬くなり、落花生を収穫することも困難となった。
1948年2月、このプロジェクトは新しく設立された海外食糧公社の管轄となった。公社は新たなリーダーとしてデズモンド・ハリソン少将を送り込んだ。彼は直ちに現場に軍事的な規律を持ち込もうとしたが、労働者たちの人望を得ることはできなかった。彼は膨大な量の書類作成にのみ熱中するようになり、その年の終わりには進行性貧血のため病気休暇を取って帰国するよう命じられた。
1949年には作物を輸送するためのタンガニーカ南部鉄道が開通したが、このころにはすでに計画の失敗は覆いがたいものになっていた。当初の150,000エーカー（607km²）の開発目標は徐々に減少し、50,000エーカー（202km²）にまで縮小していた。しかし、実際に開墾が成功したのはわずかに10,000エーカーに過ぎなかった。開墾された農地には4000トンの落花生の種がまかれたものの、実際には2年後にわずか2000トンの落花生が収穫できたのにとどまってしまった。しかも、この収穫はこの計画における唯一の成果となった。その後グラウンドナッツ・アーミーは栽培する油糧作物を落花生からヒマワリに切り替えることにしたが、この計画も激しい旱魃によって失敗に終わった。
1951年1月、イギリス政府はこの計画の中止を正式に決定した。予算は最終的に当初の2倍近い4900万ポンドにまで上昇したが、この計画によってこの地方の植生は台無しにされ、ダストボウルが頻発するようになった。